# (38573) 1999 WA1
1999 WA1 (asteroide 38573) é um asteroide da cintura principal. Possui uma excentricidade de 0.08220240 e uma inclinação de 15.42810º.
Este asteroide foi descoberto no dia 19 de novembro de 1999 por Dennis K. Chesney em High Point.